# Targa Florio 1922

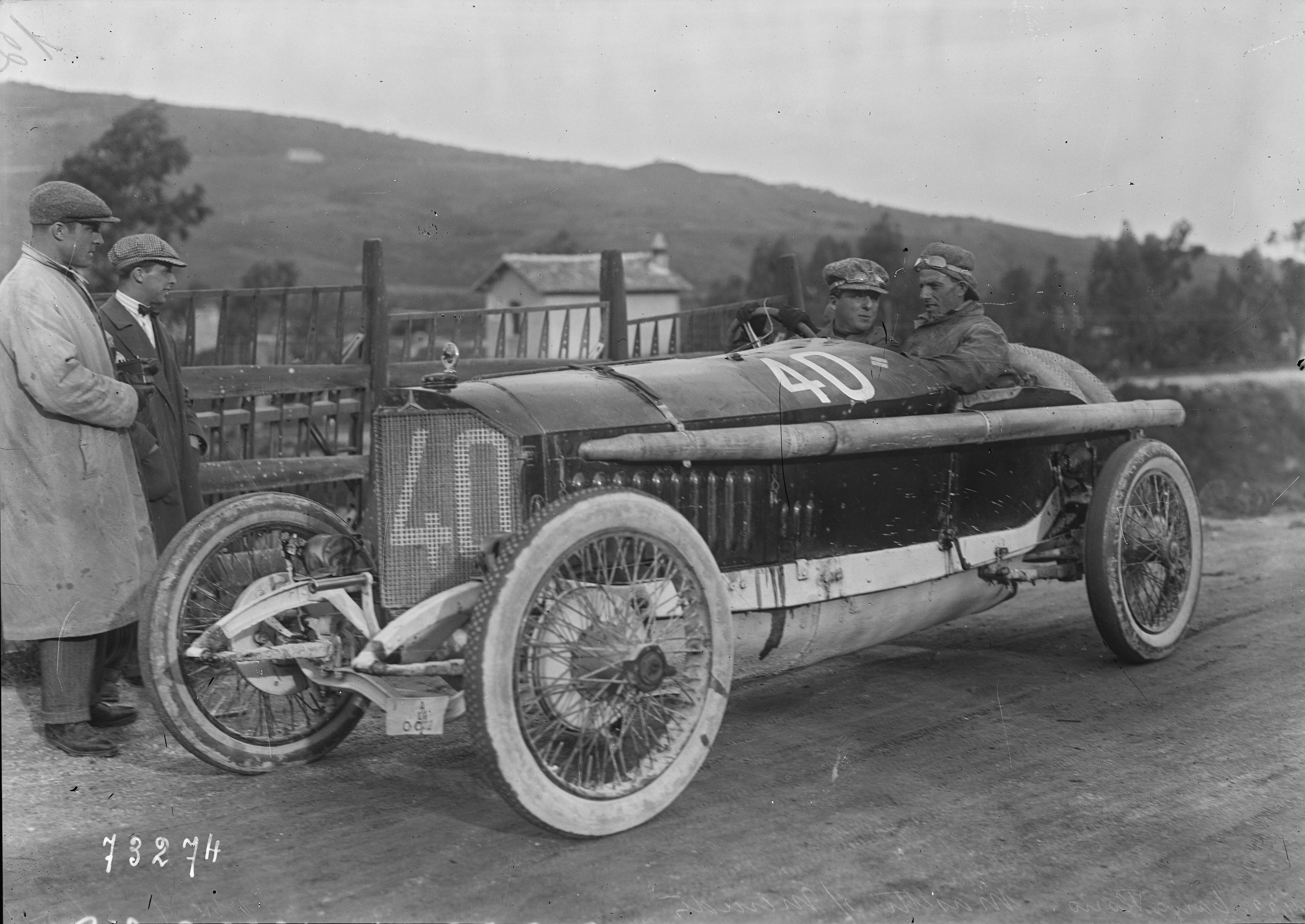
Rennsieger Giulio Masetti im rot lackierten Mercedes Grand Prix 1914/4.5

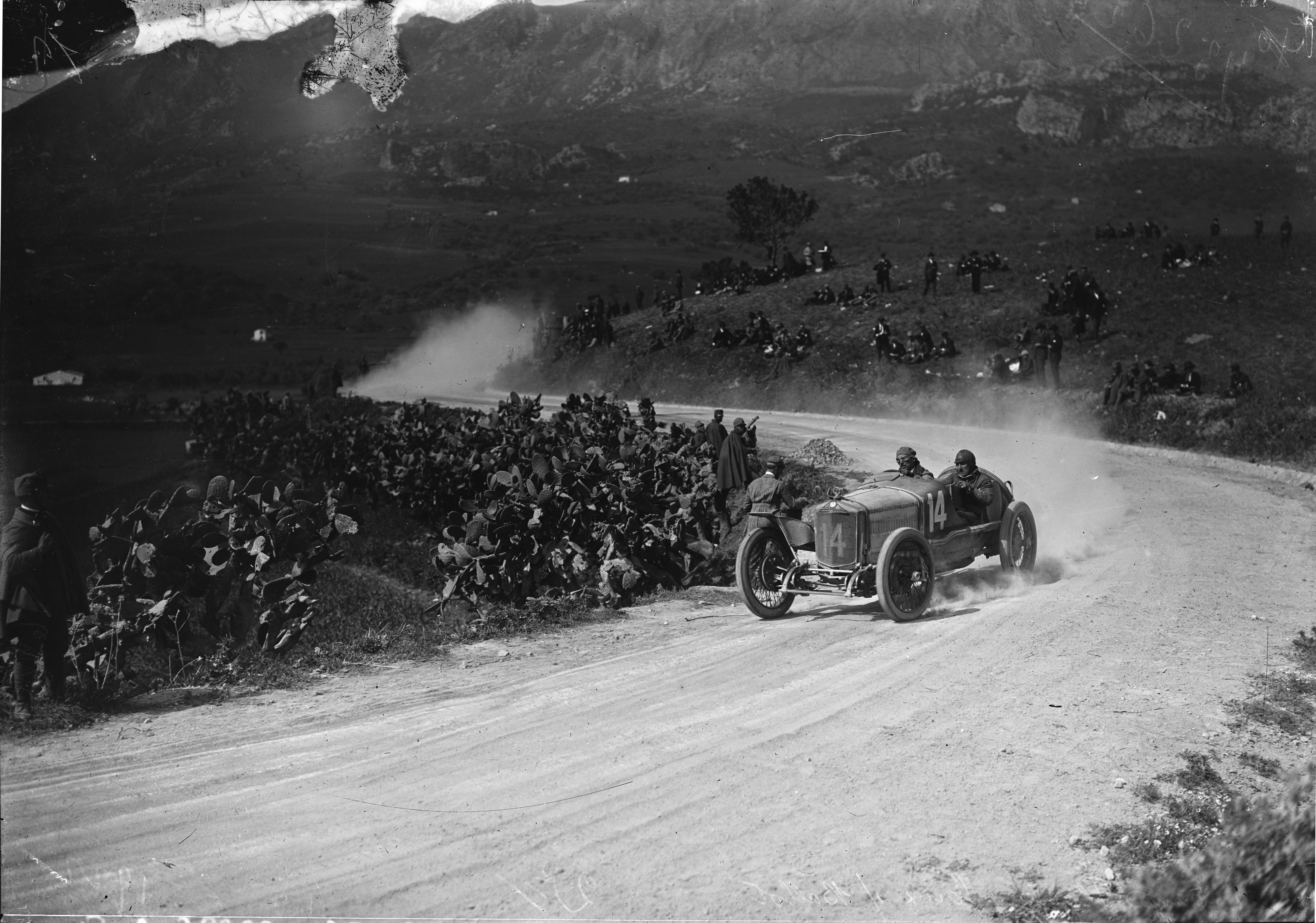
Der zweitplatzierte Jules Goux im Ballot 2LS/2.0 auf der Strecke

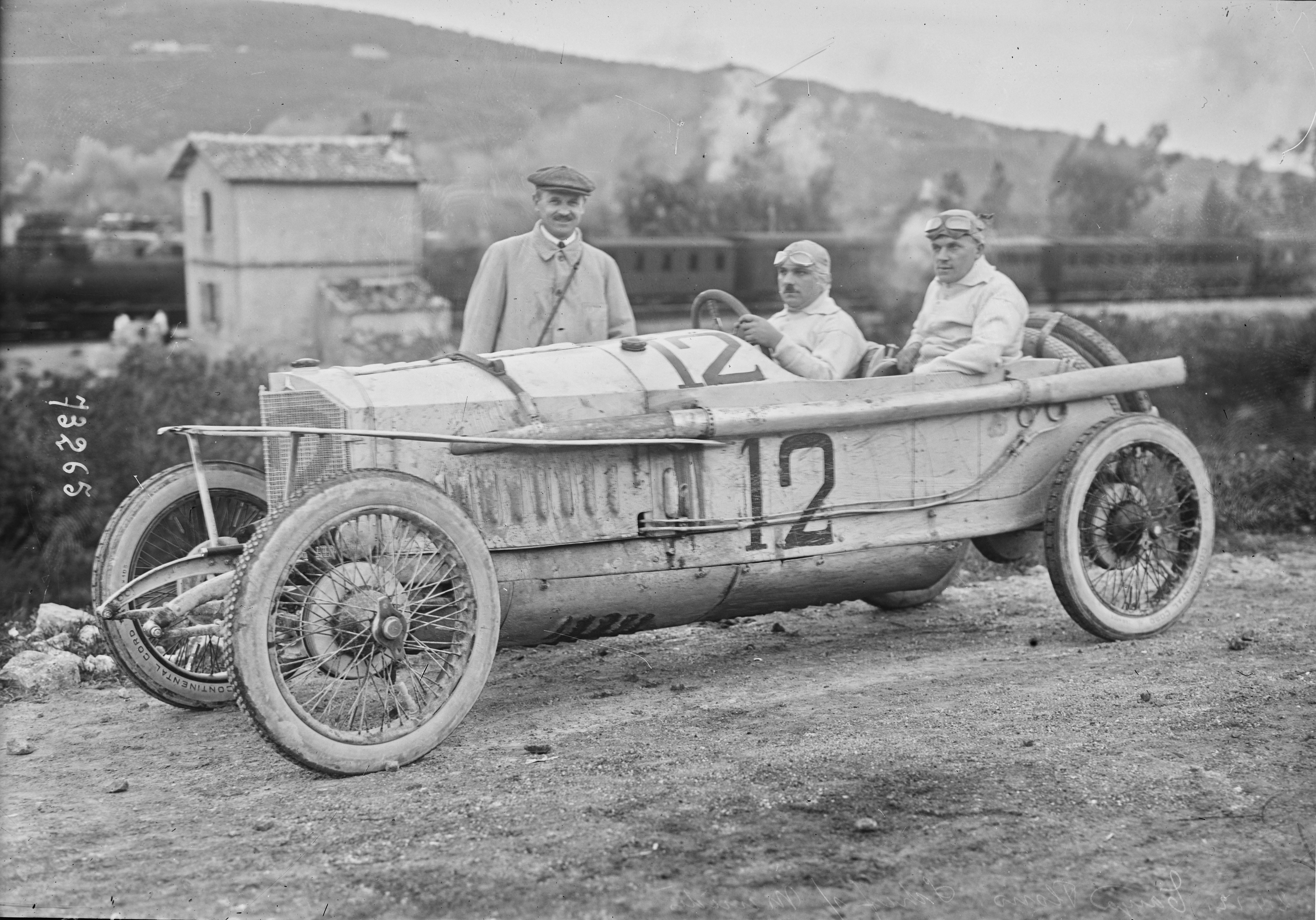
Paul Scheef im neuen Mercedes 6-40-65/1.5 kam als 20. der Gesamtwertung ins Ziel

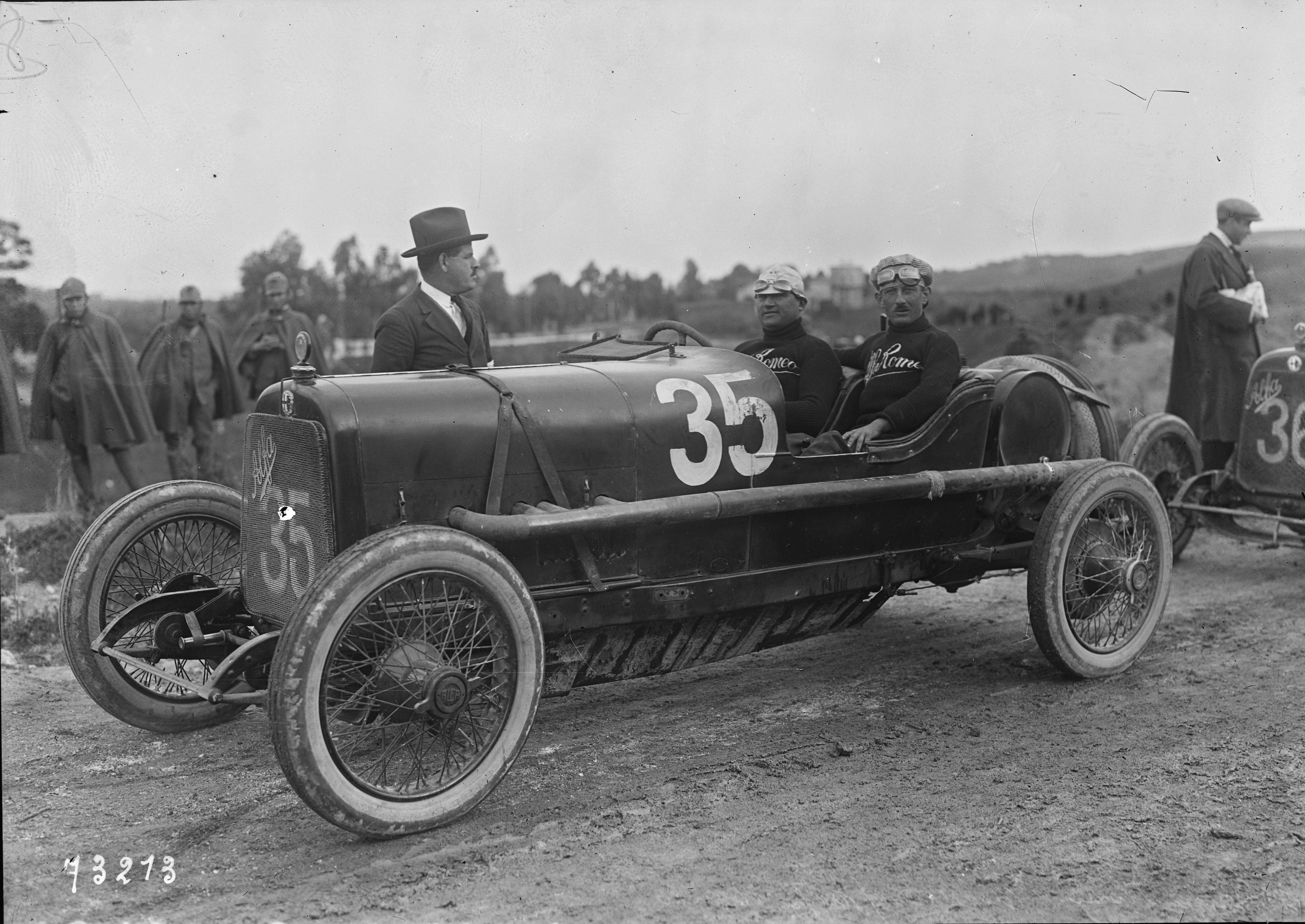
Bester Alfa-Romeo-Pilot im Ziel war der viertplatzierte Antonio Ascari im 20/30 ES/4.2

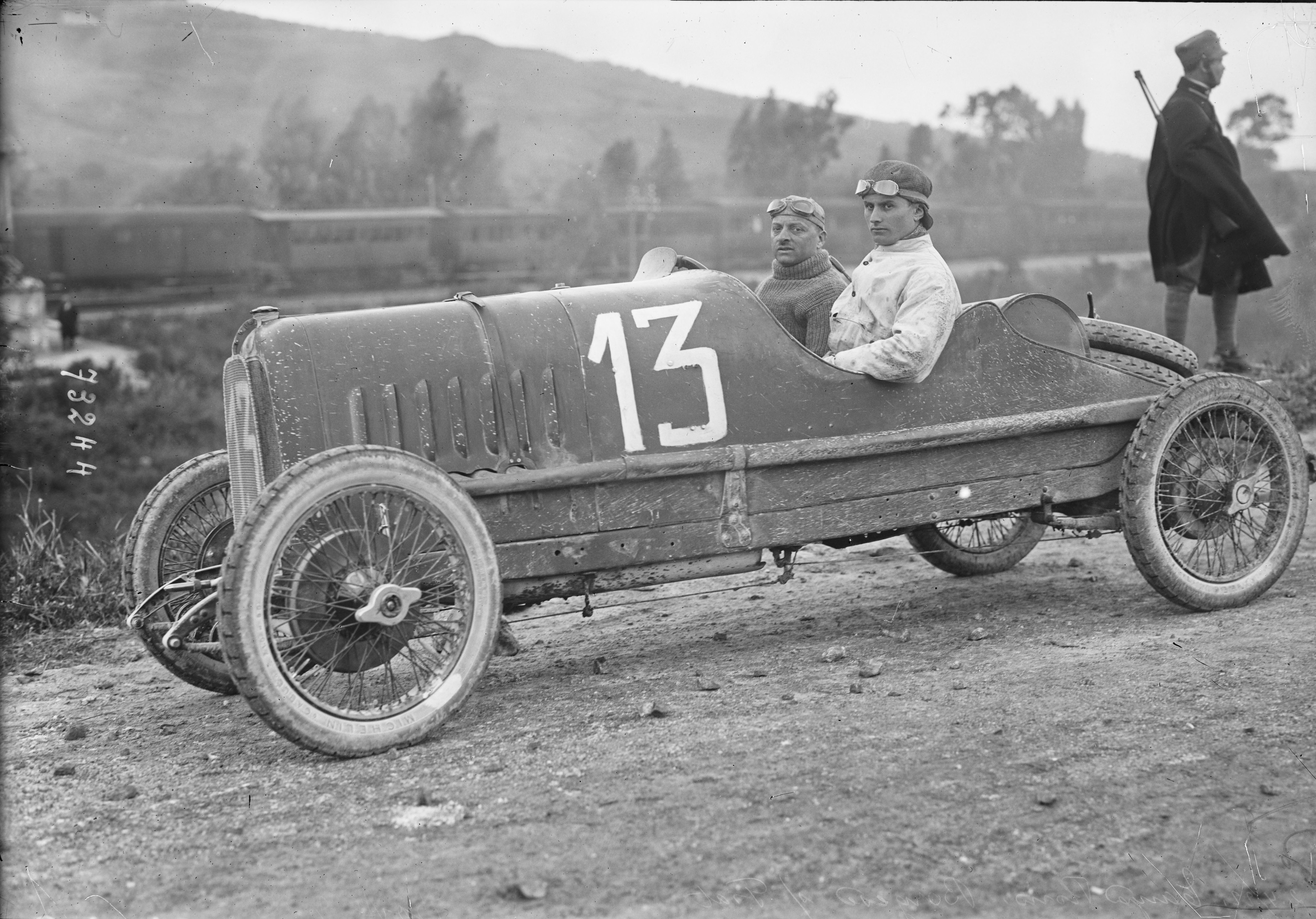
Tersilio Bergese im Fiat 802…

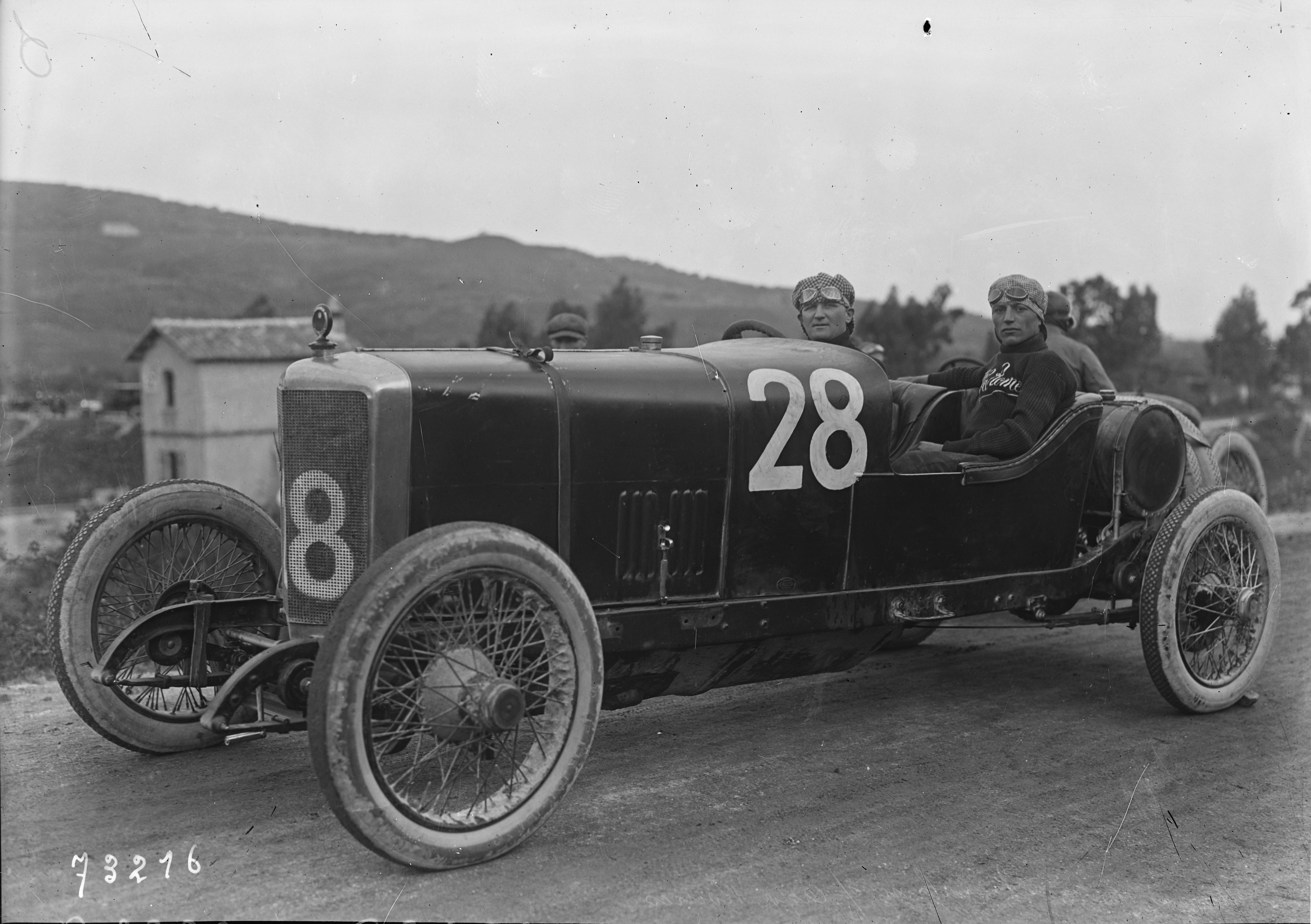
… und Augusto Tarabusi im ungetesteten Alfa Romeo RLS/3.0

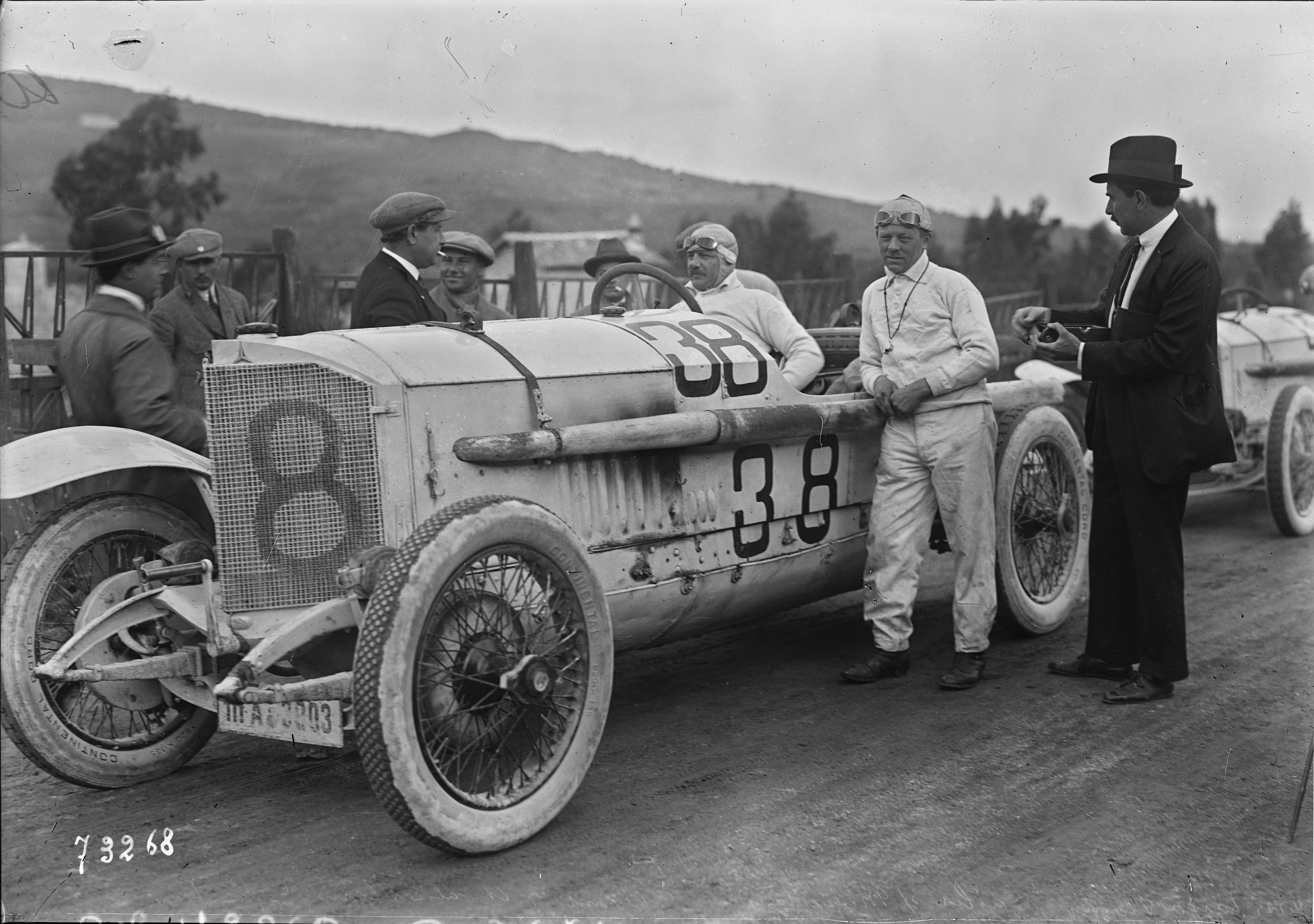
Der sechstplatzierte Max Sailer im mächtigen Werks-Mercedes 28-95/7.3

Die 13. Targa Florio, auch XIII Targa Florio, war ein Straßenrennen auf Sizilien und fand am 2. April 1922 statt.

## Das Rennen

### Teams, Hersteller und Fahrer
Bis zum Ausbruch des Ersten Weltkriegs war die 1906 erstmals ausgetragene Targa Florio – bis auf wenige Ausnahmen – ein Rennen der italienischen Kraftfahrzeughersteller und Rennfahrer. Das änderte sich zu Beginn der 1920er-Jahre, als immer mehr europäische Werksteams Fahrzeuge bei dieser Veranstaltung meldeten. Einen ersten Höhepunkt dieser Entwicklung gab es 1922 mit Teilnehmern aus Italien, Frankreich, Deutschland und Österreich.
1921 kam die deutsche Daimler-Motoren-Gesellschaft mit zwei Werkswagen zum Straßenrennen nach Sizilien und erreichte mit Max Sailer im Mercedes 28-95/7.3 den zweiten Gesamtrang. 1922 verdreifachte Daimler das Engagement und meldete sieben Wagen. Christian Lautenschlager und Otto Salzer fuhren überarbeitete Grand-Prix-Wagen-Modelle aus dem Jahr 1914. Lautenschlager hatte nach hartem Zweikampf mit Georges Boillot im Peugeot L-45 mit diesem Wagen-Modell den Großen Preis von Frankreich 1914 gewonnen. Max Sailer steuerte einen Mercedes 28/95 HP/7.3 mit Roots-Kompressor. Ein zweiter 28/95 HP/7.3 – ohne Kompressor – wurde Christian Werner anvertraut. Um in der Rennklasse der Touren- und Sportwagen bis 1,5-Liter-Hubraum antreten zu können, konstruierten Daimler-Ingenieure einen neuen Kompressor-Rennwagen. Der Mercedes 6-40-65/1.5 leitete sich technisch von den Personenwagen 6/25 PS und 10/40 PS ab. Neu war der Vierzylindermotor mit zwei durch eine Königswelle angetriebenen oben liegenden Nockenwellen, zwei Einlass- und zwei Auslassventilen je Brennraum und erstmals in der Zylindermitte angeordneten Zündkerzen. Mit Kompressor betrug die Motorleistung 65 PS (48 kW). Als Fahrer zweier dieser Wagen wurden Paul Scheef und der Italiener Ferdinando Minoia verpflichtet. Bereits Anfang Mai, einen Monat vor dem Renntag, kam das Daimler-Team mit dem gesamten Material und 20 Mechanikern nach Palermo, um sich mit Trainingsfahrten auf den nicht abgesperrten Straßen intensiv auf das Rennen vorzubereiten.
Einen dritten 1914er Mercedes-Grand-Prix-Wagen meldete Vorjahressieger Giulio Masetti. Masetti erwarb den Wagen von Paul Daimler und erhielt ihn wenige Wochen vor dem Rennen. Im Vorfeld des Rennens gab es Gerüchte über Behinderungen der ausländischen Teilnehmer durch nationalistische Sizilianer mittels Straßensperren und willkürlich herbeigeführten Beschädigungen der Fahrzeuge während der Tankstopps. Da die Daimler-Rennwagen – wie damals üblich – weiß lackiert waren, konnten sie von den Zuschauern leicht als deutsche Wagen erkannt werden. Masetti ließ seinen Mercedes vor dem Rennen auf die für italienische Wagen vorgesehene Farbe Rot umlackieren, um möglichen Attacken aus dem Weg zu gehen.
Ein zweites deutsches Team kam aus Chemnitz-Schönau. Die Wanderer-Werke meldeten zwei 1,3-Liter-Wanderer W8-5/15 PS/1.3 für ihren Testfahrer Jakob School und den Italiener Ferruccio Cercignani.
Eine schillernde Figur der Wiener Hautevolee der frühen 1920er-Jahre war der Filmproduzent, Fabrikant und Rennfahrer Alexander Joseph Graf Kolowrat-Krakowsky, genannt Sascha. Dieser Sascha Kolowrat ließ beim österreichischen Fahrzeughersteller Austro-Daimler in Wiener Neustadt von Ferdinand Porsche einen kleinen Rennwagen konstruieren. Der Austro-Daimler Sascha wog 598 kg und hatte einen 1,1-Liter-Vierzylindermotor. Kolowrat finanzierte auch den Einsatz von vier Wagen bei der Targa Florio und fuhr einen der Rennwagen selbst. Die weiteren Piloten waren Lambert Pocher, Gregor Kuhn und der spätere Daimler-Benz-Rennleiter Alfred Neubauer. Die Steyr-Fahrzeuge der Österreichischen Waffenfabriks-Gesellschaft fuhren Hermann Rützler, Eugenio Silvani, Otto Hieronimus und der Targa-Florio-Debütant Gastone Brilli-Peri.
Den französischen Motorsport repräsentierte das Établissements Ballot mit zwei Ballot 2LS/2.0 und den internationalen Spitzenfahrern Jules Goux und Giulio Foresti.
Auf die starke ausländische Konkurrenz reagierten die beiden größten italienischen Hersteller Fiat und Alfa Romeo mit einer großen Anzahl an Fahrzeugen. Fiat brachte vier und Alfa Romeo sechs Werkswagen per Schiff aus Genua auf die größte Mittelmeer-Insel. In den Werkshallen von Fiat in Turin entwickelten die Techniker den 801 zum 802 weiter. Das 1,5-Liter-Modell-802 steuerten Tersilio Bergese und Enrico Giaccone. Biagio Nazzaro, der Neffe des zweimaligen Targa-Florio-Siegers (1907 und 1913) Felice Nazzaro bekam einen 801 und der frühere beifahrende Mechaniker von Pietro Bordino und Louis Wagner, Evasio Lampiano, gab sein Debüt im Fiat 501S.
Der Alfa Romeo RL war die letzte Konstruktionsarbeit von Giuseppe Merosi während seiner Dienstzeit bei Alfa Romeo. Auch dessen neuer 3-Liter-Reihen-Sechszylindermotor basierte auf Merosis Entwürfen. 1922 lag die Beziehung zwischen Merosi und Nicola Romeo längst im Argen. Ständige Streitigkeiten über Kompetenzen und die finanzielle Ausgestaltung der Rennabteilung hatten Merosi zermürbt und den Aufbau des neuen Einsatzmodells massiv verzögert. Nur ein RLS/3.0 wurde vor der Targa gerade noch fertig, mit dem die angestammten Werksfahrer dann nicht antreten wollten. Testfahrer Augusto Tarabusi musste einspringen und bestritt einen Test unter Rennbedingungen. Erprobt, aber auch schon leicht veraltet waren die aus dem Bestand geholten vier 20/30 ES/4.2 für Antonio Ascari, Ugo Sivocci, Enzo Ferrari und Maria Antonietta Avanzo – der ersten Frau in einem Werks-Alfa Romeo – und der Alfa Romeo 40/60 HP/6.1 für Giuseppe Campari.
Weitere italienische Werkswagen kamen von Diatto, Ceirano und Itala. Bei den Fahrern waren neben Giulio Masetti mit Ernesto Ceirano (1911 und 1914) sowie Guido Meregalli (1920) zwei weitere ehemalige Targa-Florio-Sieger am Start.

### Der Rennverlauf
1922 gab es mit 42 Teilnehmern das bis dahin größte Starterfeld am Renntag. Durch das dreiminütige Startintervall dauerte es zwei Stunden und sechs Minuten, bis alle Fahrer auf der Strecke waren. Die Befürchtungen der Alfa-Romeo-Werksfahrer, der RLS/3.0 werde die komplette Distanz technisch nicht durchhalten, bewahrheitete sich schon wenige Minuten nach dem Start, als Tarabusi nach einem Achsbruch einen Unfall hatte. In der ersten Runde wiederholte sich das Duell aus dem Vorjahr. Giulio Masetti gegen Max Sailer. Masetti holte sehr schnell den drei Minuten vor ihm gestarteten Christian Werner ein und lag nach der ersten Runde mit seinem Mercedes nur mehr hinter dem Wagen von Sailer. Zur Verblüffung der Daimler-Boxenmannschaft hatte er damit bereits einen Vorsprung von sechs Minuten auf Sailer. Da in den regionalen Medien das Rennen im Vorfeld zur nationalen Angelegenheit erklärt worden war, standen Hunderttausende Menschen am Streckenrand und feuerten die roten italienischen Rennwagen enthusiastisch an. Für einen Tag ignorierten viele Sizilianer ihren Inselstolz und fühlen sich als Italiener.
In der zweiten Runde wurde aus dem Zwei- ein Dreikampf, als Jules Goux im Ballot in Führung ging. Masetti musste lange hinter Sailer herfahren, der ihm bei seinen Überholversuchen keinen Platz ließ. Als er an einer engen Streckenstelle endlich vorbeifahren konnte, sprang die Motorhaube auf, die bis zum Boxenstopp in der zweiten Runde im Wind flatterte. Beim obligatorischen Tankstopp nach der zweiten Runde, fixierten die Mechaniker die Haube mit einem Seil. Masetti verlor fünf Minuten, weil er neben dem Tankvorgang alle vier Reifen wechseln ließ. Das Wechseln der Reifen erwies sich als rennentscheidend. Auf den letzten Kilometern gaben die abgefahrenen Reifen am Ballot von Goux – er hatte auf einen Wechsel verzichtet – kontinuierlich nach. Nach einem Reifenplatzer rechts vorn rutschte der Ballot von Strecke und wurde von Zuschauern wieder auf die Bahn geschoben. Ohne Vorderreifen, nur auf den Felgen fahrend, kam Goux mit der höchstmöglichen Geschwindigkeit ins Ziel, wo er mit der Handbremse den Wagen zum Stillstand brachte. Dort wartete er an der Seite von  Vincenzo Florio und den Daimler-Funktionären auf Masetti, der mit neuer Rekordzeit und dem Vorsprung von einer Minute und 47 Sekunden auf Goux als Sieger ins Ziel kam.
Der für einen erhofften Mercedes-Sieg eingekühlte Champagner wurde von der Daimler-Mannschaft an die im Zielraum Anwesenden verteilt, obwohl Masetti kein Werksfahrer war. Masetti wurde nach seinem zweiten Targa-Erfolg von der italienischen Presse als „Löwe der Madonie“ bezeichnet.

### Der falsche Nazzaro
Am Tag nach dem Rennen erschien in regionalen Medien die Nachricht, der populäre Rennfahrer Felice Nazzaro wäre beim Rennen tödlich verunglückt. Innerhalb weniger Tage waren erst die nationalen, später auch verschiedene internationale Zeitungen voll mit Nachrufen auf den bekannten Fahrer und Konstrukteur. Die Meldung beruhte jedoch auf einer Verwechslung sowie einer schlampigen Recherche. Verunglückt war nicht Felice Nazzaro – der gar nicht am Start war –, sondern sein Neffe Biagio, der bei seinem Unfall genauso unverletzt blieb wie sein Beifahrer.

## Galerie

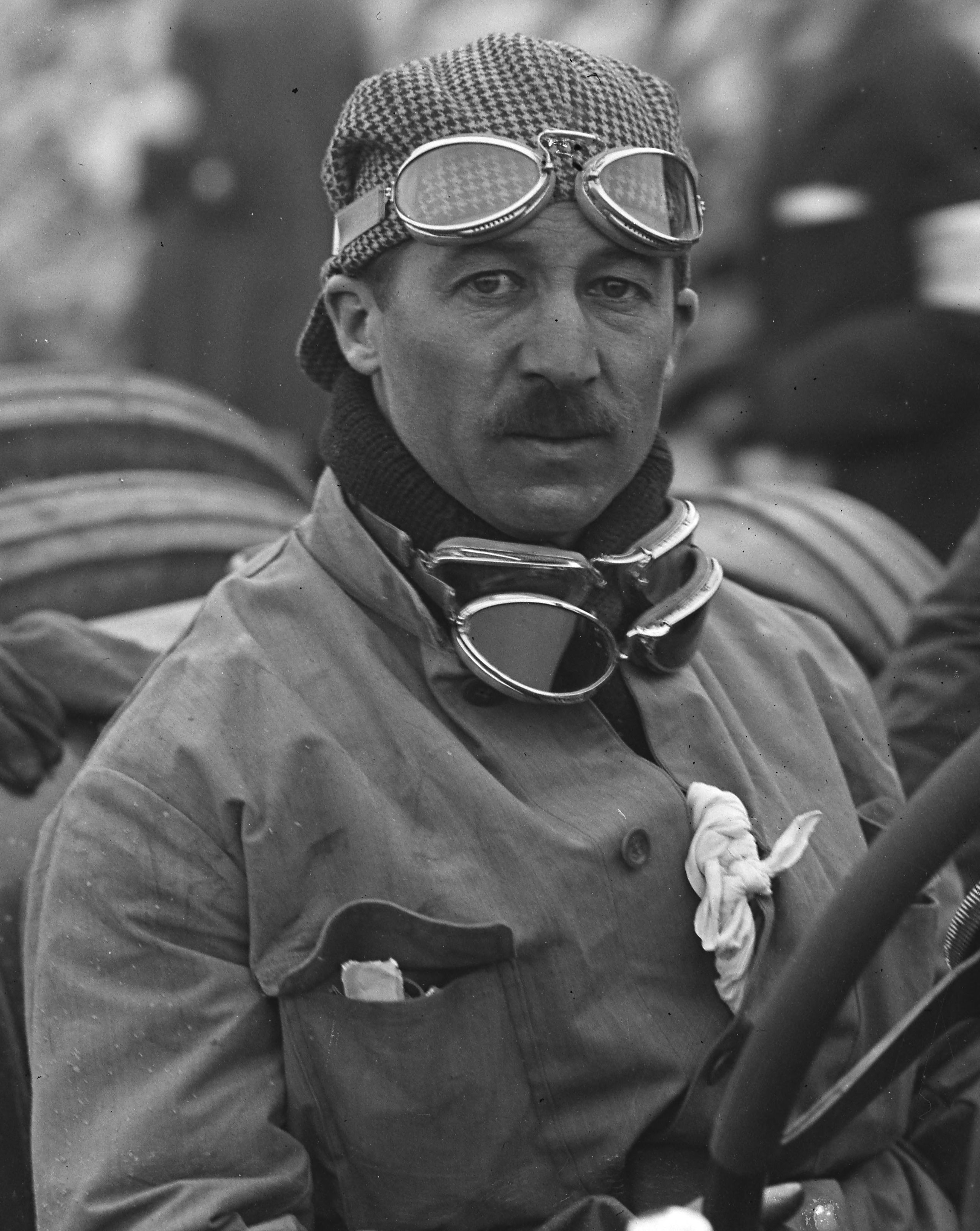
Jules Goux
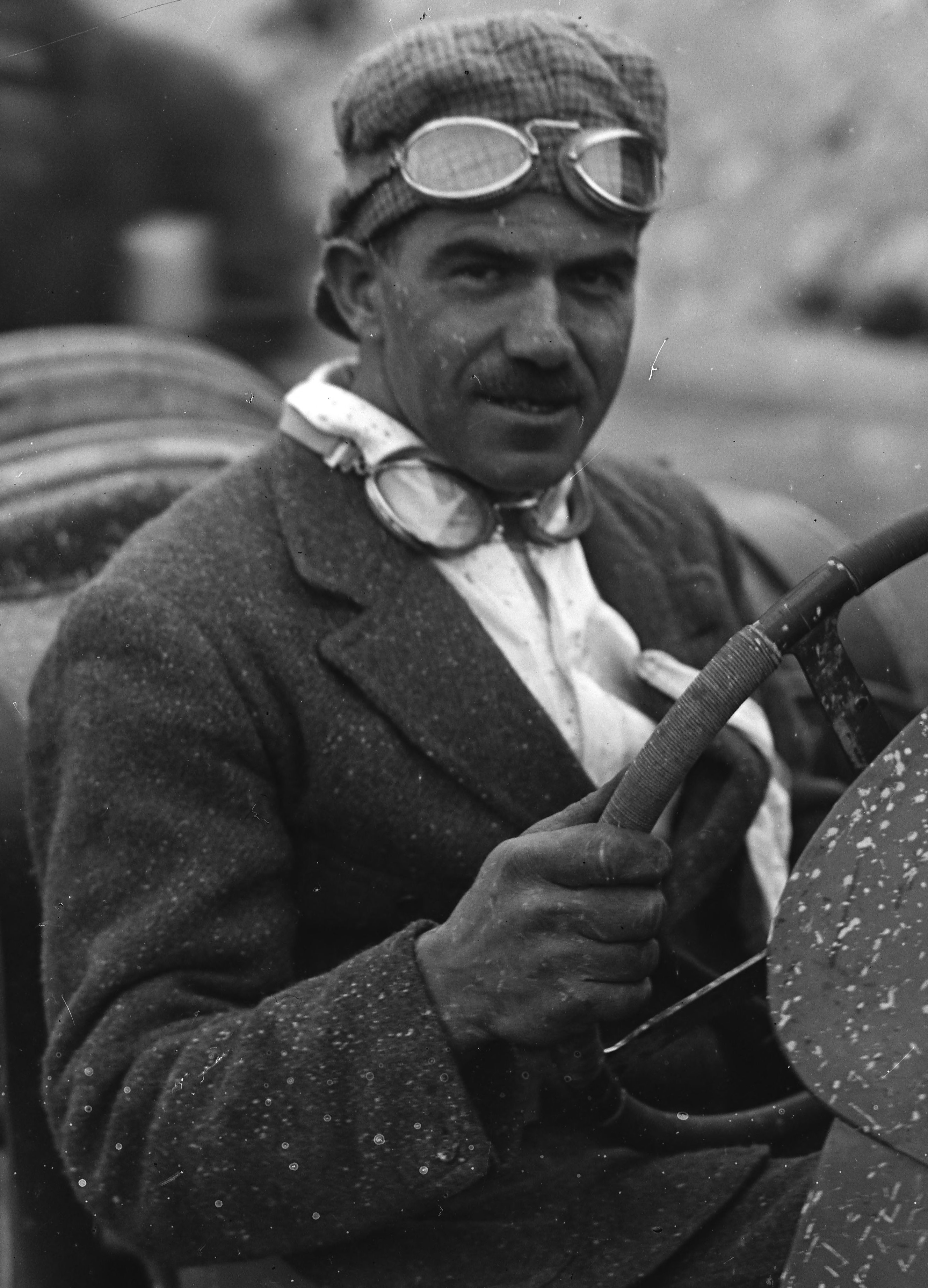
Giulio Foresti
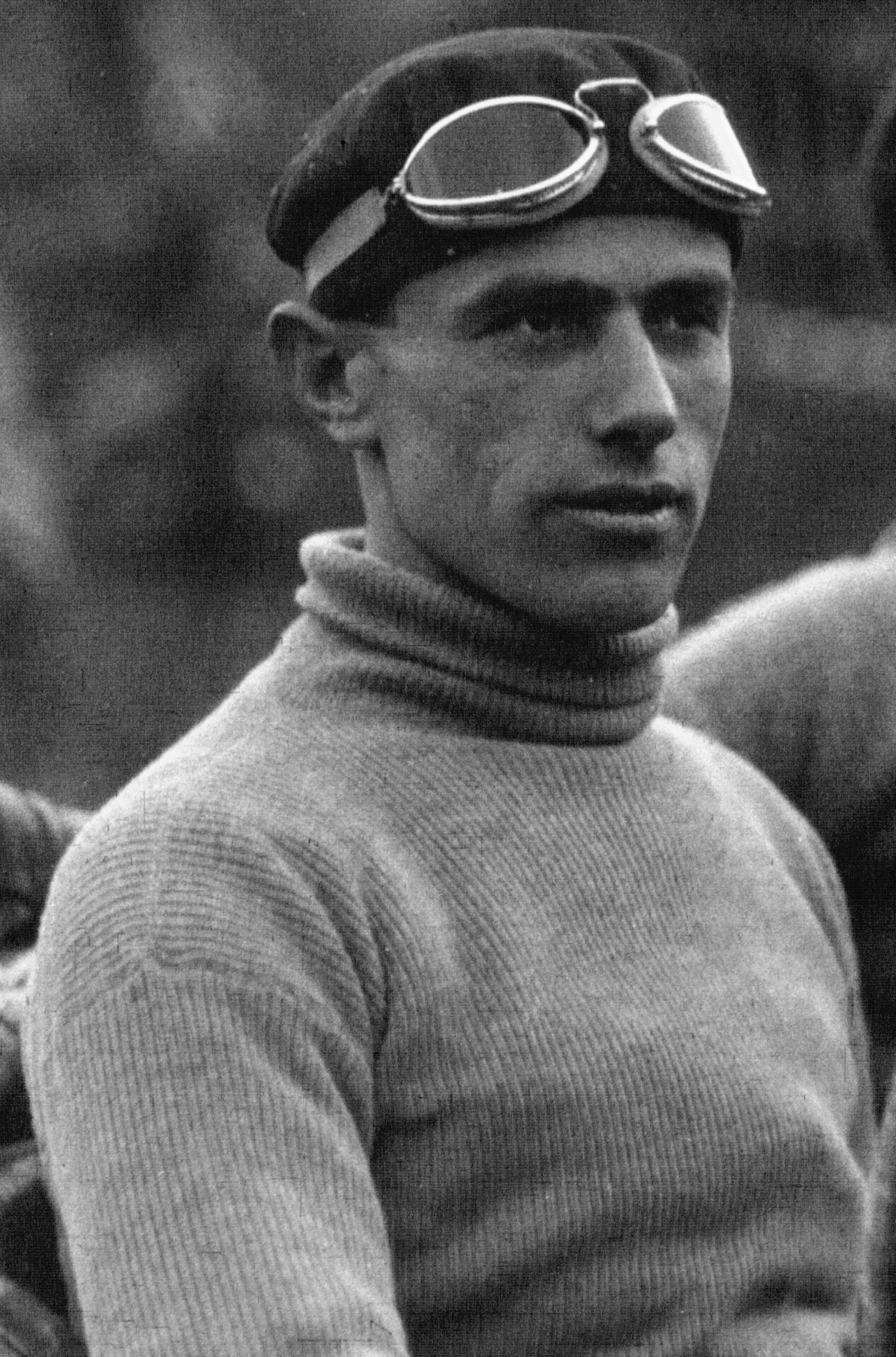
Enrico Giaccone
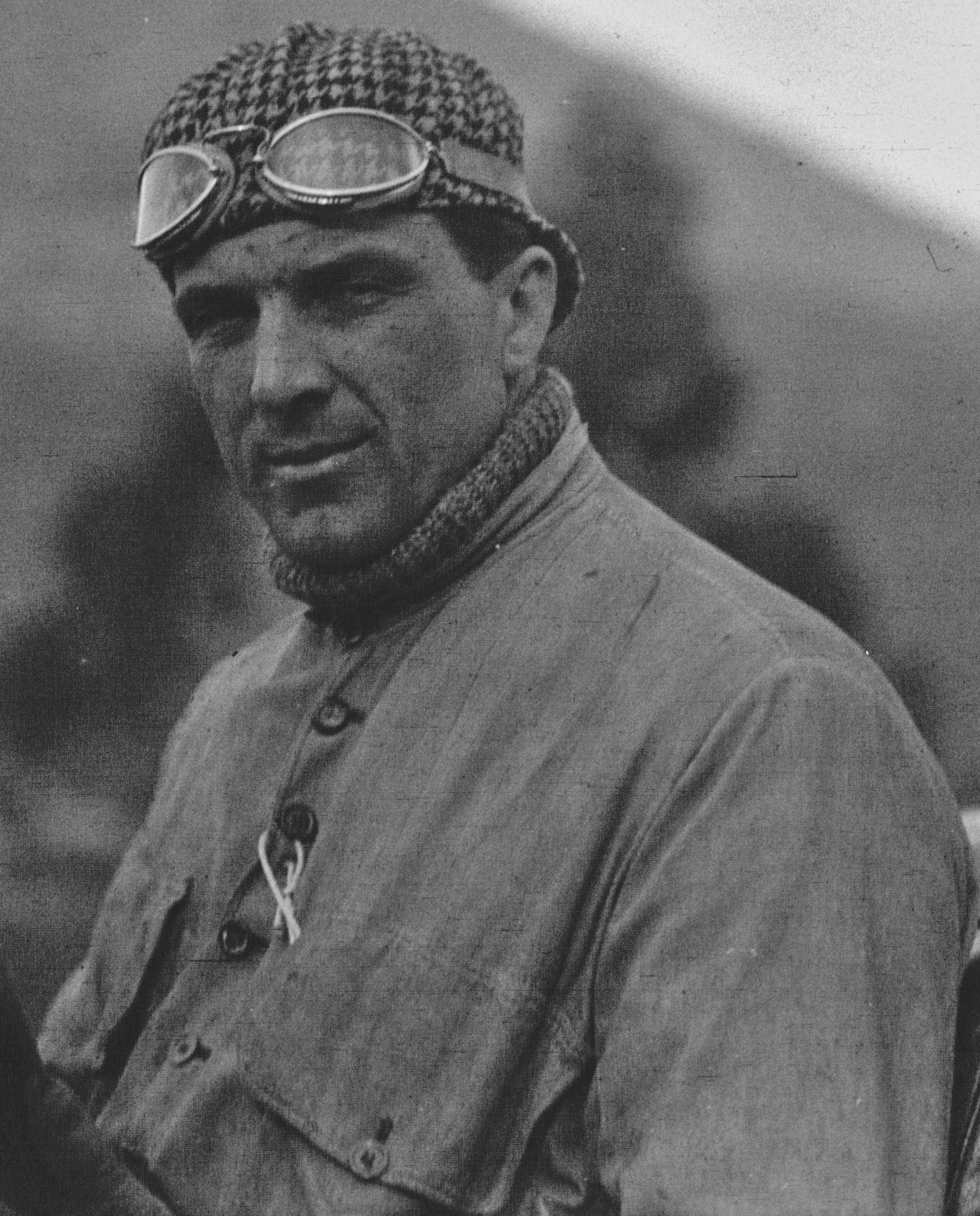
Biagio Nazzaro
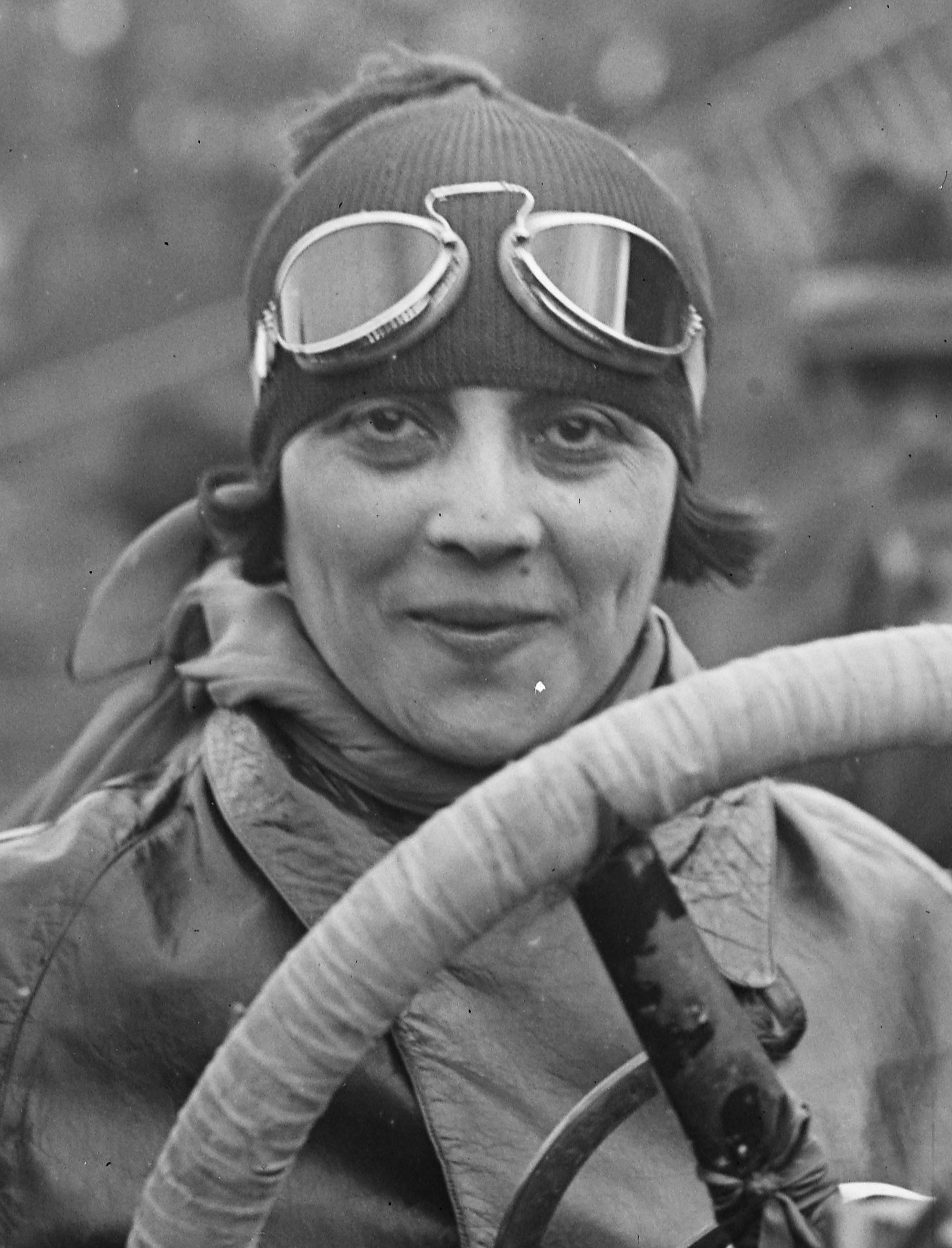
Maria Antonietta Avanzo
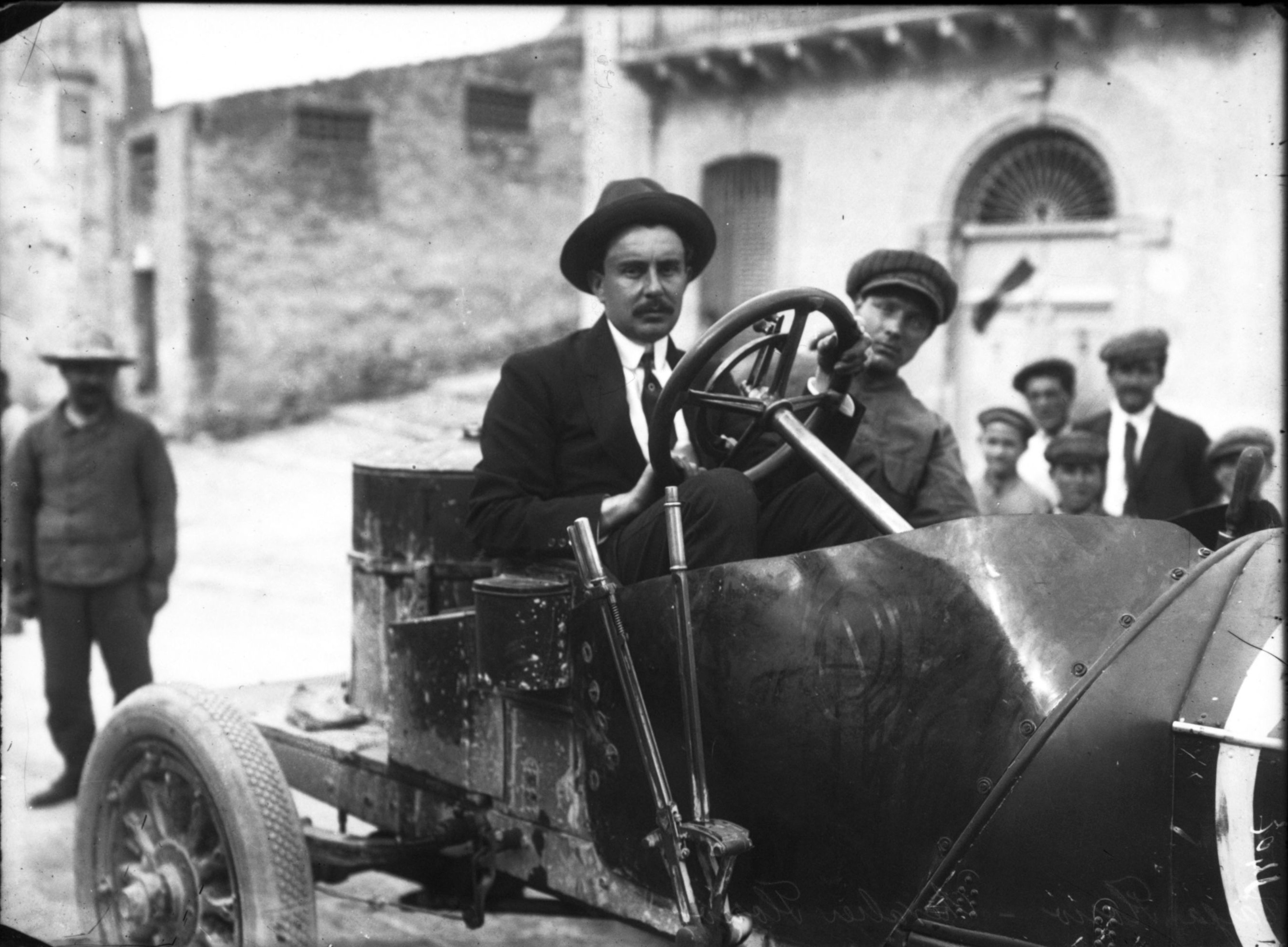
Vincenzo Florio (links am Steuer)
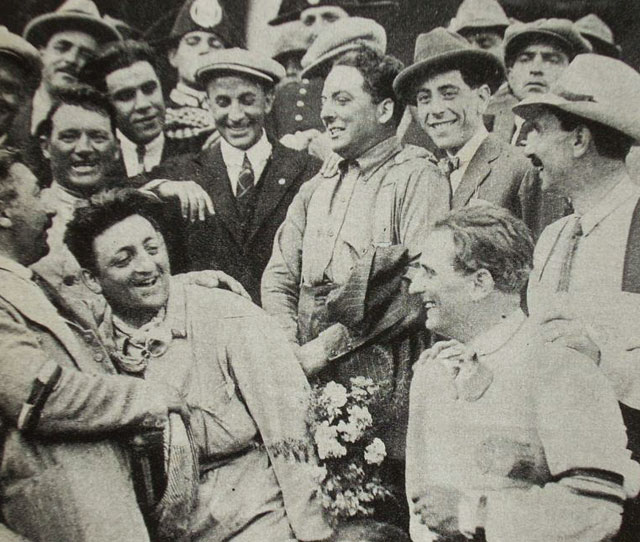
Enzo Ferrari, Giulio Masetti und Antonio Ascari nach dem Rennen

## Ergebnisse

### Schlussklassement
| 1               | Kategorie Corsa                  | 40 | Giulio Masetti                               | Giulio Masetti           | Mercedes Grand Prix 1914/4.5 | 6:50:50,400 |
| 2               | Kategorie Turismo/Sport 2.0      | 14 | Établissements Ballot                        | Jules Goux               | Ballot 2LS/2.0               | 6:52:37,600 |
| 3               | Kategorie Turismo/Sport 2.0      | 18 | Établissements Ballot                        | Giulio Foresti           | Ballot 2LS/2.0               | 7:04:58,200 |
| 4               | Kategorie Turismo/Sport 4.5      | 35 | Accomandita Ing. Nicola Romeo & Co           | Antonio Ascari           | Alfa Romeo 20/30 ES/4.2      | 7:06:48,400 |
| 5               | Kategorie Turismo/Sport 1.5      | 5  | Fabbrica Italiana Automobili Torino          | Enrico Giaccone          | Fiat 802-403/1.5             | 7:11:23,200 |
| 6               | Kategorie Turismo/Sport über 4.5 | 38 | Daimler-Motoren-Gesellschaft                 | Max Sailer               | Mercedes 28-95/7.3           | 7:12:08,000 |
| 7               | Kategorie Turismo/Sport 3.0      | 30 | Österreichische Waffenfabriks-Gesellschaft   | Otto Hieronimus          | Steyr/3.0                    | 7:15:41,400 |
| 8               | Kategorie Turismo/Sport über 4.5 | 39 | Daimler-Motoren-Gesellschaft                 | Christian Werner         | Mercedes 28-95/7.3           | 7:16:12,400 |
| 9               | Kategorie Turismo/Sport 4.5      | 36 | Accomandita Ing. Nicola Romeo & Co           | Ugo Sivocci              | Alfa Romeo 20/30 ES/4.2      | 7:16:25,000 |
| 10              | Kategorie Corsa                  | 42 | Daimler-Motoren-Gesellschaft                 | Christian Lautenschlager | Mercedes Grand Prix 1914/4.5 | 7:17:50,400 |
| 11              | Kategorie Corsa                  | 45 | Accomandita Ing. Nicola Romeo & Co           | Giuseppe Campari         | Alfa Romeo 40/60 HP/6.1      | 7:19:32,000 |
| 12              | Kategorie Turismo/Sport 3.0      | 25 | Fabbrica Automobili Itala                    | Antonio Moriondo         | Itala 51 Sport/2.8           | 7:20:17,400 |
| 13              | Kategorie Corsa                  | 43 | Daimler-Motoren-Gesellschaft                 | Otto Salzer              | Mercedes Grand Prix 1914/4.5 | 7:24:00,400 |
| 14              | Kategorie Turismo/Sport 1.5      | 6  | Fabbrica Italiana Automobili Torino          | Evasio Lampiano          | Fiat 501S/1.5                | 7:32:36,400 |
| 15              | Kategorie Turismo/Sport 3.0      | 19 | Österreichische Waffenfabriks-Gesellschaft   | Hermann Rützler          | Steyr/3.0                    | 7:40:14,200 |
| 16              | Kategorie Turismo/Sport 4.5      | 37 | Accomandita Ing. Nicola Romeo & Co           | Enzo Ferrari             | Alfa Romeo 20/30 ES/4.2      | 7:40:58,800 |
| 17              | Kategorie Turismo/Sport 3.0      | 20 | Tommaso Saccomanni                           | Tommaso Saccomanni       | Ceirano CS 2H/3.0            | 7:43:14,000 |
| 18              | Kategorie Turismo/Sport 3.0      | 27 | Ceirano Giovanni Fabbrica Automobili         | Ernesto Ceirano          | Ceirano CS 2H/3.0            | 7:49:06,200 |
| 19              | Kategorie Corsa                  | 46 | Österreichische Daimler Motoren Gesellschaft | Alfred Neubauer          | Austro-Daimler Sascha/1.5    | 7:49:54,600 |
| 20              | Kategorie Turismo/Sport 1.5      | 12 | Daimler-Motoren-Gesellschaft                 | Paul Scheef              | Mercedes 6-40-65/1.5         | 7:52:46,400 |
| 21              | Kategorie Turismo/Sport 3.0      | 23 | Paolo Arnone                                 | Paolo Arnone             | Ceirano CS 2H/3.0            | 7:59:47,000 |
| 22              | Kategorie Turismo/Sport 1.1      | 3  | Österreichische Daimler Motoren Gesellschaft | Gregor Kuhn              | Austro-Daimler Sascha/1.5    | 8:19:46,800 |
| 23              | Kategorie Turismo/Sport 3.0      | 24 | Österreichische Waffenfabriks-Gesellschaft   | Eugenio Silvani          | Steyr/3.0                    | 8:21:08,000 |
| 24              | Kategorie Turismo/Sport 1.1      | 2  | Österreichische Daimler Motoren Gesellschaft | Lambert Pocher           | Austro-Daimler Sascha/1.5    | 8:21:37,400 |
| 25              | Kategorie Turismo/Sport 3.0      | 22 | Fabbrica Automobili Itala                    | Giuseppe Rebuffo         | Itala 51 Sport/2.8           | 8:41:41,400 |
| Nicht klassiert |                                  |    |                                              |                          |                              |             |
| 26              | Kategorie Turismo/Sport 3.0      | 29 | Luigi Lopez                                  | Luigi Lopez              | Itala 51 Sport/2.8           |             |
| Ausgefallen     |                                  |    |                                              |                          |                              |             |
| 27              | Kategorie Corsa                  | 41 | Fabbrica Italiana Automobili Torino          | Biagio Nazzaro           | Fiat 801-402/3.0             |             |
| 28              | Kategorie Turismo/Sport 1.1      | 1  | Österreichische Daimler Motoren Gesellschaft | Sascha Kolowrat          | Austro-Daimler Sascha/1.5    |             |
| 29              | Kategorie Turismo/Sport 1.5      | 13 | Fabbrica Italiana Automobili Torino          | Tersilio Bergese         | Fiat 802-403/1.5             |             |
| 30              | Kategorie Turismo/Sport 1.5      | 4  | Carlo Gasparin                               | Carlo Gasparin           | Fiat 501S/1.5                |             |
| 31              | Kategorie Turismo/Sport 1.5      | 8  | Wanderer-Werke AG                            | Willy Scholl             | Wanderer W8-5/15 PS/1.3      |             |
| 32              | Kategorie Turismo/Sport 1.5      | 9  | Daimler-Motoren-Gesellschaft                 | Ferdinando Minoia        | Mercedes 6-40-65/1.5         |             |
| 33              | Kategorie Turismo/Sport 1.5      | 7  | Wanderer-Werke AG                            | Ferruccio Cercignani     | Wanderer W8-5/15 PS/1.3      |             |
| 34              | Kategorie Turismo/Sport 2.0      | 15 | SA Autocostruzioni Diatto                    | Guido Meregalli          | Diatto 20 S/2.0              |             |
| 35              | Kategorie Turismo/Sport 2.0      | 17 |                                              | Massola                  | Diatto 20 S/2.0              |             |
| 36              | Kategorie Turismo/Sport 2.0      | 16 | SA Autocostruzioni Diatto                    | Domenico Gamboni         | Diatto 20 S/2.0              |             |
| 37              | Kategorie Turismo/Sport 3.0      | 21 | Claudio Sandonnino                           | Claudio Sandonnino       | Itala 51 Sport/2.8           |             |
| 38              | Kategorie Turismo/Sport 3.0      | 28 | Accomandita Ing. Nicola Romeo & Co           | Augusto Tarabusi         | Alfa Romeo RLS/3.0           |             |
| 39              | Kategorie Turismo/Sport 3.0      | 31 |                                              | Wild                     | Itala 51 Sport/2.8           |             |
| 40              | Kategorie Turismo/Sport 3.0      | 32 | Ceirano Giovanni Fabbrica Automobili         | Pietro Cattaneo          | Ceirano CS 2H/3.0            |             |
| 41              | Kategorie Turismo/Sport 4.5      | 34 | Accomandita Ing. Nicola Romeo & Co           | Maria Antonietta Avanzo  | Alfa Romeo 20/30 ES/4.2      |             |
| 42              | Kategorie Turismo/Sport 4.5      | 33 | Österreichische Waffenfabriks-Gesellschaft   | Gastone Brilli-Peri      | Steyr/3.3                    |             |

### Nur in der Meldeliste
Hier finden sich Teams, Fahrer und Fahrzeuge, die ursprünglich für das Rennen gemeldet waren, aber nicht daran teilnahmen.
| Pos. | Klasse                      | Nr. | Team                         | Fahrer             | Chassis              |
| ---- | --------------------------- | --- | ---------------------------- | ------------------ | -------------------- |
| 43   | Kategorie Turismo/Sport 1.5 | 10  |                              | Mario Tuccimei     | Chiribiri            |
| 44   | Kategorie Turismo/Sport 1.5 | 11  | Daimler-Motoren-Gesellschaft | Raymond de Tornaco | Mercedes 6-40-65/1.5 |
| 45   | Kategorie Turismo/Sport 3.0 | 26  |                              | Clerici            | Alfa Romeo           |
| 46   | Kategorie Corsa             | 44  |                              | Guido Landi        | Itala                |

### Klassensieger
| Klasse                           | Fahrer          | Fahrzeug                     | Platzierung im Gesamtklassement |
| -------------------------------- | --------------- | ---------------------------- | ------------------------------- |
| Kategorie Corsa                  | Giulio Masetti  | Mercedes Grand Prix 1914/4.5 | Gesamtsieg                      |
| Kategorie Turismo/Sport über 4.5 | Max Sailer      | Mercedes 28-95/7.3           | Rang 6                          |
| Kategorie Turismo/Sport 4.5      | Antonio Ascari  | Alfa Romeo 20/30 ES/4.2      | Rang 4                          |
| Kategorie Turismo/Sport 3.0      | Otto Hieronimus | Steyr/3.0                    | Rang 7                          |
| Kategorie Turismo/Sport 2.0      | Jules Goux      | Ballot 2LS/2.0               | Rang 7                          |
| Kategorie Turismo/Sport 1.5      | Enrico Giaccone | Fiat 802-403/1.5             | Rang 5                          |
| Kategorie Turismo/Sport 1.1      | Gregor Kuhn     | Austro-Daimler Sascha/1.5    | Rang 22                         |

### Renndaten
- Gemeldet: 46
- Gestartet: 42
- Gewertet: 25
- Rennklassen: 7
- Zuschauer: unbekannt
- Wetter am Renntag: warm und trocken
- Streckenlänge: 108,000 km
- Fahrzeit des Siegerteams: 6:50:50,400 Stunden
- Gesamtrunden des Siegerteams: 4
- Gesamtdistanz des Siegerteams: 432,000 km
- Siegerschnitt: 63,090 km/h
- Schnellste Trainingszeit: keine
- Schnellste Rennrunde: Giulio Masetti – Mercedes Grand Prix 1914/4.5 (#40) – 1:37:37,800 = 66,373 km/h
- Rennserie: zählte zu keiner Rennserie